# Єгипет на літніх Олімпійських іграх 1936
Єгипет брав участь у Літніх Олімпійських іграх 1936 року у Берліні (Німеччина) уп'яте за свою історію, пропустивши Літні Олімпійські ігри 1932 року, і завоював дві золоті, одну срібну і дві бронзові медалі.

## Золото
- Важка атлетика, чоловіки — Анвар Месбах.
- Важка атлетика, чоловіки — Хадр Саїд ель-Туні.

## Срібло
- Важка атлетика, чоловіки — Салех Соліман.

## Бронза
- Важка атлетика, чоловіки — Ібрагім Шамс.
- Важка атлетика, чоловіки — Ібрагім Васиф.